# سیارک ۸۲۷
سیارک ۸۲۷ (به انگلیسی: 827 Wolfiana، نامگذاری:1916ZW) هشتصد و بیست و هفتمین سیارک کشف شده‌است که در ۲۹ اوت ۱۹۱۶ و در وین کشف شد.
قدر مطلق سیارک برابر ۱۳٫۲۰ است.